# Ostreococcus
Ostreococcus là một chi tảo xanh đơn bào cầu khuẩn hoặc hình cầu thuộc họ Mamiellaceae trong lớp Mamiellophyceae. Chi này bao gồm các thành viên nổi bật của cộng đồng picoplankton toàn cầu, đóng vai trò trung tâm trong đại dương vòng tuần hoàn cacbon.
Ostreococcus thuộc họ Prasinophyceae , một lớp phân tách sớm trong dòng cây xanh, và được báo cáo là một loài tảo đơn bào, phong phú trên toàn cầu phát triển mạnh ở cột nước phía trên (được chiếu sáng) của đại dương. Đặc điểm nổi bật nhất của O. lucimarinus và các loài liên quan là tổ chức tế bào tối thiểu của chúng: một tế bào gần 1 micron, thiếu Flagella, với một lục lạp và ty thể.
Ba kiểu gen hoặc các loài tiềm năng khác nhau đã được xác định, dựa trên sự thích nghi của chúng với cường độ ánh sáng. Một ( O. lucimarinus ) thích nghi với cường độ ánh sáng cao và tương ứng với các chủng phân lập bề mặt. Thứ hai (RCC141) đã được xác định là ánh sáng yếu và bao gồm các chủng từ sâu hơn trong cột nước. Loại thứ ba ( O.tauri ) tương ứng với các chủng phân lập từ đầm phá ven biển và có thể được coi là đa trị ánh sáng. Phân tích so sánh của Ostreococcus sp sẽ giúp hiểu được sự khác biệt thích hợp ở sinh vật nhân thực đơn bào và sự tiến hóa của kích thước bộ gen ở sinh vật nhân chuẩn.

## Lịch sử
Thành viên đầu tiên của chi, O. tauri, được phát hiện vào năm 1994 trong một cuộc điều tra về các sinh vật phù du trong đầm Thau bởi Courations và Chretiennot-Dinet bằng cách sử dụng tế bào học dòng chảy.